# Pjotr Vannovskij
Pjotr Semjonovitj Vannovskij (russisk: Пётр Семёнович Ванновский, født 24. november 1822 i Kiev, død 17. februar 1904) var en russisk militær og statsmand.
Vannovskij begyndte sin militære bane som officer ved Finske gardesinfanteriregiment, deltog i krigene i Ungarn og på Krim, blev 1855 oberst, 1861 generalmajor og chef for pavlovske kadetkorps, 1868 generalløjtnant og fordelningschef samt 1876 kommanderende general for 12. armékorps, hvilken han, under tronfølgeren, storfyrst Alexander, førte i begyndelsen af den russisk-tyrkiske krig (1877). Under dette overtog han chefskabet for generalstaben ved den mod den tyrkiske østarmé opererende Rustsjukarmé.
Efter fredsslutningen gik Vannovskij tilbage til sit kommando over 12. korps. Han var krigsminister 1881–1898 og fuldbyrdede som sådan den russiske hærs modernisering. I 1898 blev han udnævnt til medlem af rigsrådet og fik i opdrag at undersøge baggrunden til studenturolighederne. Efter mordet på undervisningsminister Nikolaj Bogolepov (russisk: Николай Павлович Боголепов) 1901 blev han udnævnt til dennes efterfølger. Hans kompromisende reformforslag rørende universitetsuddannelsen og studenternes organisation mislykkedes, men vedrørende de lærde skoler havde han større fremgang. Så for eksempel borttogs græsk som disciplin i gymnasierne og blev ej obligatorisk for adgang til universiteterne. Efter mordet på indenrigsminister Dmitrij Sipjagin (russisk: Дмитрий Сергеевич Сипягин) 1902 trak sig Vannovskij tilbage fra det offentlige liv.